# Lysandra blanca
Lysandra blanca är en fjärilsart som beskrevs av Ribbe 1910. Lysandra blanca ingår i släktet Lysandra och familjen juvelvingar. Inga underarter finns listade i Catalogue of Life.